# Bob Holbert
Bob Holbert (ur. 25 listopada 1922 roku w Warrington, zm. 12 listopada 2007 roku w Doylestown) – amerykański kierowca wyścigowy.

## Kariera
W wyścigach samochodowych Holbert poświęcił się głównie startom w wyścigach zaliczanych do klasyfikacji Mistrzostw Świata Samochodów Sportowych. W 1961 roku odniósł zwycięstwo w klasie S 2.0, a w klasyfikacji generalnej był piąty. Poza tym startował również w SCCA Grand Touring.